# Rainer Simon
Rainer Simon est un réalisateur est-allemand né le 11 janvier 1941 à Hainichen. 

## Parcours
Formé à l'école de cinéma et de télévision de Babelsberg au début des années 1960, il commence sa carrière au moment où le 11e plénum du SED durcit les critères de la censure et interdit une partie de la production de l'année 1965-1966. Son premier projet de film, Die Moral der Banditen, est annulé
Dans les années suivantes, pour la DEFA, il réalise surtout des documentaires (Freunde am Werbellinsee) et des adaptations de contes de fée (Comment épouser un roi, Six à qui rien ne résiste, Till l'Espiègle), des genres moins contrôlés idéologiquement.
Il développe toutefois un style nourri d'humour et d'ironie, qui culminera avec Jadup et Boel, tourné en 1980, mais seulement autorisé en 1988. Mais au milieu de la décennie, La Femme et l'Étranger, d'après Leonhard Frank, connaît un plus grand succès, étant couronné par l'Ours d'or au festival de Berlin en 1985 (ex-æquo avec Wetherby de David Hare).
Dans les dernières années de la RDA, Rainer Simon signe encore trois films historiques, dont la saga familiale sur trois générations Wengler und Söhne, ainsi que L'Ascension du Chimborazo, coproduit avec la RFA, sur l'ascension du volcan andin par Humboldt.
Il a peu tourné depuis la Réunification.

## Filmographie
- 1964 : Überzeugungsmethode
- 1964 : Das Stacheltier - Peterle und die Weihnachtsgans Auguste
- 1967 : Freunde am Werbellinsee
- 1969 : Comment épouser un roi (de)[3] (Wie heiratet man einen König)
- 1970 : Aus unserer Zeit (de), épisode 3 : Gewöhnliche Leute
- 1971 : Männer ohne Bart (de)
- 1972 : Six à qui rien ne résiste (de) (Sechse kommen durch die Welt)
- 1974 : Till l'Espiègle (de) (Till Eulenspiegel)
- 1978 : Zünd an, es kommt die Feuerwehr (de)
- 1980 : Jadup et Boel[4] (Jadup und Boel)
- 1983 : L'Aéronef (Das Luftschiff)
- 1985 : La Femme et l'Étranger (Die Frau und der Fremde)
- 1987 : Wengler & Söhne
- 1989 : L'Ascension du Chimborazo[5] (Die Besteigung des Chimborazo)
- 1991 : Der Fall Ö. (de)
- 2000 : Fernes Land Pa-Isch